# NGC 2940
NGC 2940 is een elliptisch sterrenstelsel in het sterrenbeeld Leeuw. Het hemelobject werd in 1877 ontdekt door de Duitse astronoom Ernst Wilhelm Leberecht Tempel.

## Synoniemen
- MCG 2-25-12
- ZWG 63.23
- NPM1G +09.0192
- PGC 27448